# Kora Awards
I Kora Awards sono dei premi musicali che si assegnano annualmente relativamente all'industria musicale dell'Africa subsahariana. 
Fondati nel 1994 da Ernest Adjovi, i premi hanno come nome quello del Kora, strumento musicale tradizionale africano.
Fra i premiati possiamo citare Koffi Olomidé, cantante congolese che ha ricevuto quattro premi nell'edizione 2002, o Miriam Makeba che ha vinto un premio in onore della sua carriera.